# 沖洲橋
沖洲橋（おきのすばし）は、沖洲川の徳島県道38号沖ノ洲徳島本町線に架かる平面の橋である。
徳島県徳島市北沖洲1丁目（西岸）と同市末広4丁目（東岸）を結ぶ。

## 歴史
1926年に旧名東郡沖洲村が徳島市に合併したことに伴って着工となり、かつての渡船場の約100m下流の位置に計画された。1927年5月に着工、同年10月に完成。総工費は4,580円。1960年に総工費528万5,000円で現在の幅員に改造された。

## 隣の橋梁
（上流） - 城東大橋 - 沖洲橋 - 沖洲大橋 - （下流）